# Burn the Incline
Burn the Incline ist ein Jazzalbum von Ken Vandermark & The Vandermark 5. Die am 9. und 10. Dezember 1999 in den Airwave Recording Studios, Chicago entstandenen Aufnahmen erschienen 2000 auf Atavistic Records.

## Hintergrund
Die Formation The Vandermark 5 hat eine doppelte Saxophon-Führung aus Ken Vandermark und Davis Rempis; die Rhythmusgruppe wird gebildet von Kent Kessler und Tim Mulvenna. Gitarrist/Posaunist Jeb Bishop setzt Akzente in der Akkordbegleitung, mit eckigen Gitarrensoli oder einer dritten Hauptstimme auf der Posaune.
Die ersten 1.000 Exemplare von Burn the Incline enthielten nicht nur die von Vandermark verfassten Titel des regulären Albums, sondern auch eine zweite CD mit Livemitschnitten mit Coverversionen von Free Jazz Classics: Happy House von Ornette Coleman, 69L von Anthony Braxton, Conquistador, Pt. 2 von Cecil Taylor, Goodbye Tom B. von Joe McPhee, Saturn von Sun Ra, Gazzelloni von Eric Dolphy und New York is full of Lonely People von Lester Bowie. 2002 wurde diese Bonus-CD von Atavistic als Hälfte eines Zwei-CD-Sets mit dem Titel Free Jazz Classics, Vols. 1 & 2 wiederveröffentlicht, die auch eine zweite CD mit Live-Tracks enthält, die ursprünglich als limitierte Bonus-CD mit dem Album Acoustic Machine von Vandermark 5 aus dem Jahr 2001 veröffentlicht wurden.

## Titelliste
- The Vandermark 5: Burn the Incline (Atavistic ALP121CD)[3]
- # Distanace (for Joe Morris) 9:13
- # The Cooler (for Pandelis Karayorgis) 6:17
- # Late Night Wait Around (for Ab Baars) 9:17
- # Roulette (for Nate McBride) 4:28
- # Accident Happening (for William Parker) 8:42
- # In Focus (for Per Henrik Wallin) 9:32
- # The Trouble Is (for Misha Mengelberg) 5:27
- # Ground (for The Ex) 6:57
- Alle Kompositionen stammen von Ken Vandermark.

## Rezeption
Dave Lynch vergab an das Album in AllMusic 4½ (von fünf) Sterne und meinte, das vierte Album der Vandermark 5 falle nicht wie Simpatico mit vollem Rohr zur Tür herein, sondern erschließe sich dem Hörer eher allmählich. Alles in allem sei Burn the Incline eine weitere starke Veröffentlichung der Vandermark 5; es sei vielleicht keine Weiterentwicklung gegenüber Simpatico festzustellen, aber es behaupte sich gegen den Standard dieser außergewöhnlichen Veröffentlichung und stelle quasi das Wachstum des Ensembles zu einer der besten Arbeitsgruppen in kreativer improvisierter Musik der Zeit um 1999–2000 dar.
Nach Ansicht von Derek Taylor, der das Album in All About Jazz rezensierte, ist The Vandermark 5 wohl Ken Vandermarks bekannteste Gruppe. Von allen Projekten des Chicagoer Holzbläsers hat es wohl die meisten Meilen in Sachen Tourneen hinter sich und die Stimmen, die seine Reihen abrunden, gehörten zur Avantgarde der immer noch wachsenden kreativen Musikszene der Stadt. Das Album sei so gut wie jedes andere zuvor geweignt, resümiert Taylor, um sich mit der gemeinsamen Klangästhetik und -philosophie der Vandermark 5 zu befassen. Und abgesehen von dem gelegentlichen Verfall in kompositorisches Übermaß liefere das Album einen weiteren fesselnden Einstieg in eine bereits beeindruckende Liste von Veröffentlichungen.